# Кадиш (присілок)
Кади́ш (рос. Кадыш, башк. Ҡаҙыш) — присілок (колишнє селище) у складі Бєлорєцького району Башкортостану, Росія. Входить до складу Азікеєвської сільської ради.
Населення — 80 осіб (2010; 62 в 2002).
Національний склад:
- башкири — 100%